# Anita Garibaldi
Anita Garibaldi är en kommun i Brasilien. Den är belägen i delstaten Santa Catarina, i den södra delen av landet, 1 400 km söder om huvudstaden Brasília. Antalet invånare är 8 627.
I omgivningarna runt Anita Garibaldi växer huvudsakligen savannskog. Runt Anita Garibaldi är det glesbefolkat, med 10 invånare per kvadratkilometer.  Klimatet i området är fuktigt och subtropiskt. Årsmedeltemperaturen i trakten är 16 °C. Den varmaste månaden är december, då medeltemperaturen är 21 °C, och den kallaste är juli, med 11 °C. Genomsnittlig årsnederbörd är 2 460 millimeter. Den regnigaste månaden är juni, med i genomsnitt 306 mm nederbörd, och den torraste är november, med 144 mm nederbörd.